# 天老王
孝（？—前634年），是古朝鲜之箕子朝鲜的君主，子姓。东史年表认为在位於前658年至前634年，諡號天老王（韓語：천노왕），後王位由兒子立繼承。